# Banyas
Banyas, auch Banjas oder Banias (hebräisch נַחַל חֶרְמוֹן Nachal Chermōn, auch נַחַל הַבָּנְיָאס Nachal haBanjās oder נַחַל פָּנְיָאס Nachal Panjās; arabisch بانياس, DMG Bāniyās), ist der Name des östlichsten der drei Quellflüsse des Jordan sowie der Name einer Ortschaft bei der Quelle des Flusses, des antiken Paneas, nach dem Jahre 4 umbenannt in Caesarea Philippi. Banyas ist auch der Name eines Naturreservats, das die Quelle, die antiken Ausgrabungsstätten sowie den halben Flusslauf umfasst.

## Allgemeine Angaben
Banyas liegt am Fuß des Hermon am nördlichen Ende der israelisch besetzten Golanhöhen. Nicht weit von Banyas entfernt verläuft die Grenze zum israelischen Kernland. Die nächste größere israelische Stadt ist Kirjat Schmona etwa 15 Kilometer westlich.

## Etymologie
Der Name „Banyas“ geht auf das griechische Paneas (griechisch Πανεάς) zurück. Ursprünglich trug die gesamte Gegend diesen Namen, der sich später im Arabischen, dem der Laut |p| im Anlaut fehlt, zu Banyas wandelte. Die Bezeichnung „Paneas“ weist darauf hin, dass sich an der Stelle des antiken Ortes seit hellenistischer Zeit ein wichtiges Heiligtum des Pan befunden hat, das an die Stelle einer früheren Verehrungsstätte des Baʿal getreten war.

## Geschichte

### Hellenistische Zeit
Mit der Eroberung durch Alexander den Großen 332 v. Chr. kam die Gegend unter griechischen Einfluss. In unmittelbarer Nähe zur Quelle wurde ein Pan geweihtes Panaeon errichtet und die Kultstätte Paneas genannt. An der Quelle des Flusses lassen sich heute noch die Nischen erkennen, in denen die Gottesstatuen standen. Die erste Erwähnung von Paneas findet sich bei Xenon von Rhodos, der die Schlacht bei Paneion 200 v. Chr. beschrieb. Die Ptolemäer und die Seleukiden rangen um die Vorherrschaft in Levante. In der Schlacht bei Paneion unterlag ein ägyptisches Heer unter dem Feldherrn Skopas den Seleukiden unter Antiochos III. Megas. Diese Niederlage stellt einen Wendepunkt im Fünften Syrischen Krieg dar und zog den Übergang der Levante ins Seleukidenreich nach sich. Das Heiligtum des Pan zog die Besiedelung des Ortes nach sich, Banyas löste allmählich das nahe gelegene Dan als regionales Zentrum ab.

### Caesarea Philippi
Gegen Ende des ersten Jahrhunderts v. Chr. annektierte das Römische Reich die Region. Kaiser Augustus schenkte die Gegend Herodes I. dem Großen, der um 20 v. Chr. im Bereich des Heiligtums einen Tempel für Augustus und die Göttin Roma errichten ließ.
Nach Herodes’ Tod im Jahre 4 wurde sein Königreich unter seinen drei Söhnen aufgeteilt. Der nördliche Teil (Galiläa) und der Golan ging an Philippos, der Paneas zu seiner Hauptstadt machte, die Stadt auf dem vor dem Kultbereich liegenden Plateau südlich der Quellpools ausbaute und in Caesarea Philippi umbenannte. Ein Handelsweg verband sie mit Tyrus, ein anderer mit Damaskus. Wie einige andere Orte (z. B. Caesarea Maritima an der Mittelmeerküste) wurde die Siedlung zu Ehren des römischen Kaisers „Caesarea“ benannt; zur Unterscheidung erhielt der Ort den Namenszusatz „Philippi“. Im Alltagsgebrauch blieb jedoch der bisherige, populäre Ortsname Paneas weiter in Verwendung.
Auch unter Herodes Agrippa II. in der zweiten Hälfte des ersten Jahrhunderts blieb Paneas die Hauptstadt und wurde stark und luxuriös erweitert. Zwei weitere Tempel wurden östlich der Höhle errichtet, einer davon Pan und den Nymphen gewidmet, ein anderer dem Zeus Heliopolitanus. Zur Wasserversorgung der höher gelegenen Teile der Stadt wurde ein Aquädukt gebaut. Agrippa benannte die Stadt zu Ehren des Kaisers Nero in Neronias um, was nach dessen Tod allerdings wieder rückgängig gemacht wurde (Damnatio memoriae).
In der Bibel wird Caesarea Philippi im Zusammenhang mit dem Wirken Jesu als der Ort erwähnt, an dem Simon (Petrus) Jesus als den Messias bekannt hat (Matthäus 16,13ff. und Parallelstellen). Jesus nennt Simon daraufhin den Felsen (Petrus), auf den er seine Gemeinde bauen will, und dem er die Schlüssel des Himmelreichs überreicht. Das katholische Papsttum hat damit mit Petrus in Banyas seinen Ursprung.
Von den Kirchenvätern wurde auch die Heilung der blutflüssigen Frau (Markus 5,25 und Parallelstellen) in Caesarea Philippi lokalisiert. Aus Dankbarkeit soll die Frau eine Jesus-Statue vor ihrem Haus aufgestellt haben, was der Überlieferung zufolge die allererste Statue von Jesus war.

### Byzantinische bis syrische Ära
Mit dem Aufstieg des Christentums in der byzantinischen Zeit endete der Pan-Kult, und die Heiligtümer verfielen allmählich. Die Stadt wuchs dennoch weiter an und wurde Bischofssitz; darauf geht das Titularbistum Paneade zurück. Verschiedene römische Gebäude wurden einer anderen Verwendung zugeführt. So wurde z. B. der Palast des Agrippa II. zu einem Badehaus. Nach der muslimischen Eroberung im 7. Jahrhundert ging die Bedeutung und Größe der Stadt drastisch zurück, Banyas wurde ein unbedeutendes Dorf. Erst im 10. Jahrhundert stieg die Bevölkerung durch muslimische und jüdische Zuwanderung wieder an. Die Religionsgemeinschaft der Karäer hatte hier ein wichtiges Zentrum.
Als die Kreuzfahrer unter Tankred von Tarent im Rahmen des Ersten Kreuzzugs 1099 Galiläa erobert hatten, bildete Banyas die natürliche Grenze zum muslimischen Gebiet. Die muslimischen Herrscher befestigten die Stadt Banyas sowie die 2 km weiter östlich liegende Festung Nimrod. Als die Muslime wegen internen Streitigkeiten geschwächt waren, verloren sie Banyas 1129 erstmals an die Kreuzfahrer. Diese machten Banyas zu einer eigenständigen Herrschaft im Königreich Jerusalem. In der Folgezeit wechselte der Besitz der Stadt häufiger zwischen den Kreuzfahrern und syrischen Muslimen. Zuletzt 1164 wurde die Stadt von syrischen Muslimen unter Nur ad-Din erobert, 1176 gewannen die Kreuzfahrer sie wieder zurück. Nach Saladins Sieg über die Kreuzfahrer in der Schlacht bei Hattin 1187 besetzte er auch Banyas, das nun nicht mehr an der Grenze lag und seine strategische Bedeutung verlor. In den 1250er Jahren versuchten die Kreuzfahrer letztmals und erfolglos Banyas zurückzuerobern. Die Mamluken gaben die Festung und die Stadt später auf, die daraufhin von kriegerischen Beduinenfürsten übernommen wurde. Die Stadt schwand wieder zu einem unbedeutenden Dorf, was es bis zur israelischen Eroberung im Sechstagekrieg 1967 blieb.

### Israelische Zeit
Im Bereich des Heiligtums finden seit 1988 Ausgrabungen statt. Zutage gefördert wurden ein dem Eingang der Kulthöhle vorgelagerter Tempel, der möglicherweise mit dem von Josephus erwähnten Tempel des Herodes identisch ist, jedoch in Hinblick auf Umfang und Material nicht der dortigen Beschreibung entspricht.
Westlich der Höhle wurden bei archäologischen Untersuchungen ab 1988 Gebäudereste aus sogenanntem Opus reticulatum entdeckt, bei denen es sich möglicherweise um einen Palast des Herodes handelt, da diese Bautechnik in Palästina sonst nur bei Bauten des Herodes gefunden wird.
Bei Ausgrabungen im alten Stadtzentrum wurde die Hauptachse (Cardo) und ein monumentales Gebäude, möglicherweise ein Nymphäum aus dem 1. Jahrhundert gefunden. Westlich der Cardo wurde ein palastähnliches Gebäude mit aufwendigen Bogenkonstruktionen, Exedren und Becken gefunden, vermutlich aus der Zeit von Agrippas II. In der Nähe dieses Gebäudes wurde auch noch ein römischer Vorratsspeicher (Granarium oder Horreum) gefunden.

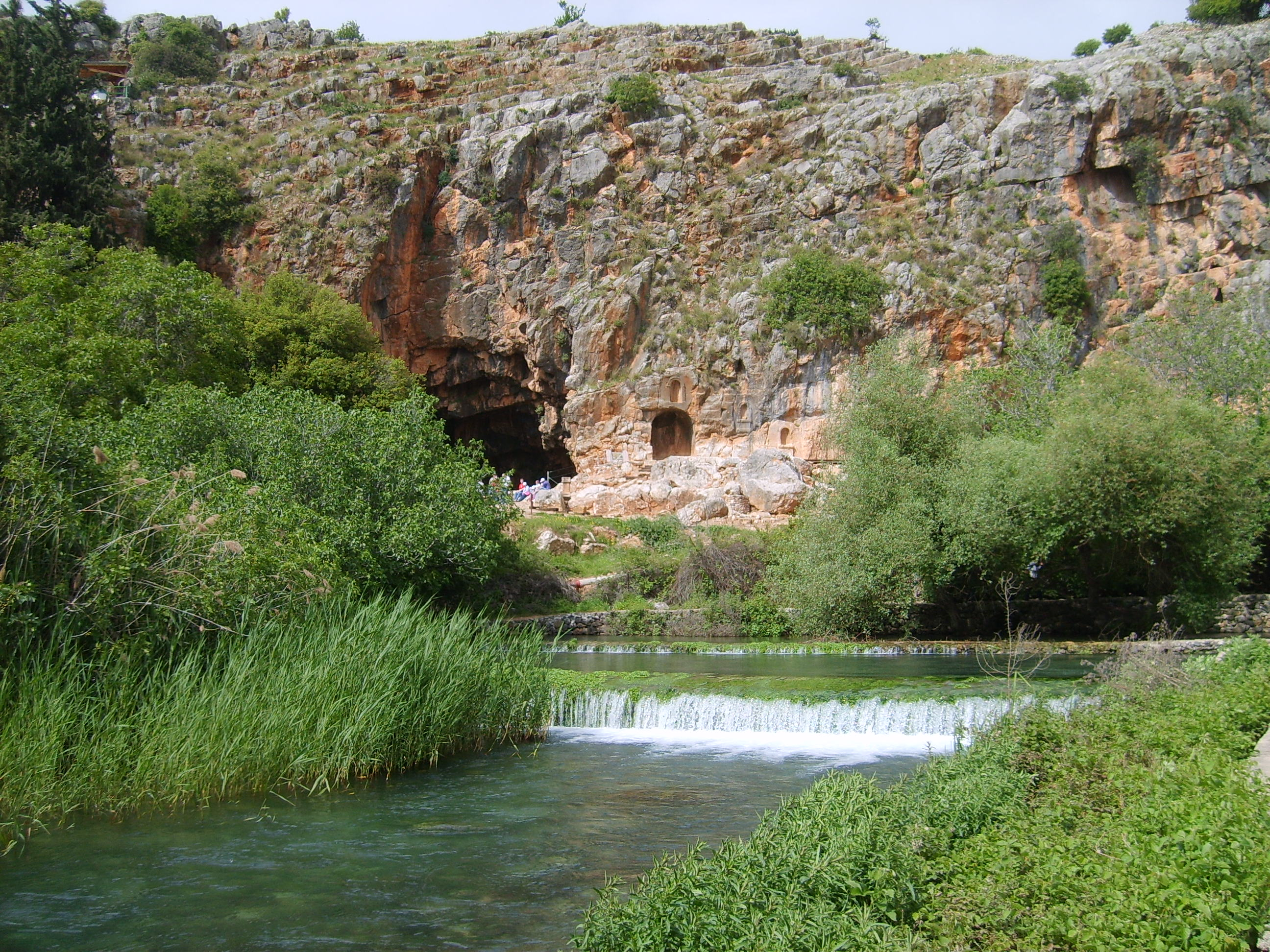
Die Quelle des Banyas mit der Pangrotte im Hintergrund.

## Naturreservat Schmurat Nachal Chermon
Die Quellpools und der obere Teil des Banyas sind heute als (eintrittpflichtiges) Naturreservat namens Schmurat Nachal Chermon (hebräisch שְׁמוּרַת נַחַל חֶרְמוֹן Schmūrat Nachal Chermōn, auch שְׁמוּרַת נַחַל הַבָּנְיָאס Schmūrat Nachal haBanjās) ausgewiesen. Über drei Rundwege werden die antiken Stätten, die auch im Sommer üppige grüne Vegetation entlang des Flusses sowie Erinnerungsstellen an den Sechstagekrieg erschlossen. Mit Picknickplätzen an beiden Eingängen zum Reservat sowie Souvenirshops ist eine gute Infrastruktur für den Tourismus eingerichtet.

### Fluss
Der Fluss Banyas entspringt im heutigen Naturschutzgebiet am Fuß einer Felswand in einer starken Quelle und entwässert eine Fläche von etwa 150 Quadratkilometern. Die durchschnittliche jährliche Schüttung der Banyas-Quelle beträgt rund 100 Millionen Kubikmeter. Drei weitere Zuflüsse des Banyas sind die nicht ganzjährig wasserführenden Flüsse Siʾon (נַחַל שִׂיאוֹן), Saʿar (נַחַל סַעַר) und Guveta (נַחַל גּוּבְתָה), die zusammen weitere 25 Millionen Kubikmeter jährlich zuführen. Der Banyas mit seinen drei Zuflüssen liefert etwa ein Viertel des gesamten Jordanwassers. Von den drei Quellflüssen des Jordan ist er der kleinste. Er ist außerdem nur kurz; bereits nach etwa neun Kilometern vereinigt sich der Banyas beim Kibbuz Sde Nechemia in der nördlichen Chulaebene mit dem Dan zum Jordan.
Trotz der kurzen Fließstrecke wurde und wird der Fluss stark für Wasserkraft genutzt. Bereits wenige hundert Meter nach den Quellpools befindet sich ein kleines Kraftwerk zur Stromerzeugung. Direkt dahinter, bei der Einmündung des Guveta, steht eine Getreidemühle, die bis in die 1980er Jahre gewerblich in Betrieb war, und heute als kleines Museum geführt wird. Auch weiter flussabwärts sind mehrere Mühlenruinen zu entdecken, die Wanderwege verlaufen teilweise in den ausgetrockneten Wasserkanälen der Mühlen.
Der Fluss hat ein starkes Gefälle und stürzt über zahlreiche Stufen und Wasserfälle. Der höchste Wasserfall befindet sich im südlichen Teil des Reservats und ist mit seinen 10 m Fallhöhe eine der wichtigsten Attraktionen. Dadurch fällt das Flussbett schneller ab als das umliegende Gelände, so dass der Banyas sich ab dem Wasserfall bei Snir eine immer tiefere Schlucht mit stellenweise senkrechten Felswänden gegraben hat, aus der er beim Moschav Scheʾar Jaschuv in die Chulaebene austritt.
Im Sechstagekrieg eroberte Israel den zu Syrien gehörenden Golan und damit auch das Gebiet um das heutige Banyas. Zeugnisse aus dieser Zeit sind ausgedehnte Minenfelder, die sich noch heute rund um das Naturreservat befinden und durch zahlreiche Warnschilder gekennzeichnet sind. Am südlichen Ausgang des Reservats bei Snir steht das Wrack eines Geländewagens aus dem Sechstagekrieg. Etwas außerhalb des Reservats, in einem steilen, unwegsamen Schluchtabschnitt des Banyas, liegt das Wrack eines syrischen Panzers im Fluss. Im Juni 1967 war er am Angriff auf Kibbuz Dan beteiligt, verfuhr sich beim Rückzug vor der IDF und stürzte in die Schlucht. Die beiden Fahrzeugwracks werden als „Memorial“ erhalten und gepflegt.

### Flora
Durch das ganzjährige reiche Wasserangebot kann sich eine üppige Vegetation entfalten, die auch in trockenen Sommer als grünes Band in der Landschaft auffällt. Entlang des Banyas gedeiht ein ausgedehnter Baumbestand, vorwiegend mit Eichen (Kermes- und Tabor-Eiche), Terebinthen, Storax und Echter Lorbeer, sowie Morgenländische Platanen, Syrische Eschen und Europäischer Zürgelbaum, Silberpappeln und Weiden. Die Platanen erreichen hier eine Wuchshöhe von 15 m. Wegen ihres schnellen und geraden Wuchses wird die Silberpappel im Reservat angepflanzt, die Holzernte dient vorwiegend als Bauholz in den umliegenden Orten. Oft sind die Bäume mit wilden Weinreben bewachsen. Die Weinreben wie auch Fruchtbäume wie Feige, Walnuss, Dattel oder Maulbeeren, die an verschiedenen Stellen im Reservat zu finden sind, sind Überbleibsel ehemaliger Plantagen.
Rund um die Quellpools gedeihen unter anderem Zottiges Weidenröschen, Gewöhnlicher Wasserdost, Blauer Wasser-Ehrenpreis, Gewöhnlicher Blutweiderich, Gilbweiderich und Ästiger Igelkolben. Im Frühjahr, der hier zwischen Januar und April stattfindet, blühen Hyazinthen-Blaustern, Blaue Lupine, verschiedene Weidenröschen-Arten und Alpenveilchen. Die Felsen um den Pan-Tempel sind dann überzogen von den Blüten des Ägyptischen Silberblatts. Auch in steilen Felsenlagen gedeihen Ausgebreitetes Glaskraut, Milzfarn und Schuppenfarn. Im Herbst, nach den ersten Regenfällen, blühen Trichternarzissen, Zeitlose und Krokusse.

### Fauna
Auch die Tierwelt am Banyas ist sehr artenreich, wobei einige nur schwer zu entdecken sind. Eins der bekanntesten und meistbeobachteten Tiere ist der Klippschliefer. Von den nachtaktiven Tieren sind die Östliche Felsenmaus, der Goldschakal, der Steinmarder und das Wildschwein am Banyas heimisch, wie auch eine weitere Anzahl kleiner Nagetiere. In den Höhlen und Spalten der Felswand leben Fledermäuse und nisten Felsentauben, Turmfalken und die Blaumerle. Die Ufervegetation bietet dem Zaunkönig, der Prinie, der Samtkopf-Grasmücke und dem Seidensänger einen idealen Lebensraum.
Im Wasser lebt eine Vielzahl Fische wie z. B. der Haffaf (Capoeta damascina), die Jordanschmerle und verschiedene Barben, und Wasserschnecken. Einige von ihnen finden sich weltweit ausschließlich im Flusssystem des Jordans.